# Édouard Caron
Pour les articles homonymes, voir Caron.
Édouard Caron, né le 22 avril 1830 à Saint-Antoine-de-la-Rivière-du-Loup et mort le 25 février 1900 à Louiseville, est un homme politique québécois.

## Biographie
Il est le petit-fils de François Caron.
Il est le député conservateur de Maskinongé de 1878 à 1888.